# FM2 : 24 pouces glacés
 (juin 2017).
Si vous disposez d'ouvrages ou d'articles de référence ou si vous connaissez des sites web de qualité traitant du thème abordé ici, merci de compléter l'article en donnant les références utiles à sa vérifiabilité et en les liant à la section « Notes et références ».
Albums de Omnikrom
Futurs Millionnaires vol.1
(2005) Trop banane !
(2007)
FM2 : 24 pouces glacés est le deuxième EP du groupe de hip-hop et d'electro canadien Omnikrom, sorti en 2006.

## Liste des titres
Toutes les chansons sont écrites et composées par Jeanbart, Linso Gabbo.
| 1.    | Brille brille pour vous            | 3:17 |
| 2.    | Pour te réchauffer (feat. TTC)     | 3:52 |
| 3.    | Achète-moi                         | 3:10 |
| 4.    | Phocking Stars (feat. Sneaky Tone) | 3:41 |
| 5.    | XXX ce soir                        | 3:03 |
| 6.    | Je t'aime groupie                  | 4:05 |
| 7.    | Casquettes de géants               | 3:06 |
| 8.    | Mieux que de la musique            | 3:00 |
| 27:14 |                                    |      |